# Fuji T-3
Fuji T-3 — японский дозвуковой учебно-тренировочный самолёт, разработанный компанией «Fuji» для Воздушных сил самообороны Японии.

## Разработка
KM-2B был дальнейшим развитием Fuji KM-2 (сам по себе четырехместный вариант T-34 Mentor с более мощным двигателем) для использования в качестве основного учебно-тренировочного самолета для Сил воздушной самообороны Японии (JASDF). В нем сочетались конструкция и двигатель КМ-2 с тандемной кабиной Т-34 Mentor. Первый полет состоялся 17 января 1978 года.
Пятьдесят самолётов были закуплены JASDF как Fuji T-3, и их производство продолжалось до 1982 года.

## Операторы
- Япония - снят с вооружения

## Тактико-технические характеристики
Технические характеристики
- Экипаж: 2 человека
- Длина: 8,04 м
- Размах крыла: 10 м
- Высота: 3,02 м
- Площадь крыла: 16,5 м²
- Масса пустого: 1120 кг
- Максимальная взлётная масса: 1510 кг

Лётные характеристики
- Максимальная скорость: 377 км/ч
- Крейсерская скорость: 254 км/ч
- Практическая дальность: 1038 км
- Практический потолок: 8 170 м
- Скороподъёмность: 7,7 м/с